# Maria Semple
Maria Keogh Semple (Santa Mónica, California, 21 de mayo de 1964) es una escritora y guionista estadounidense. Es la autora de las novelas This One Is Mine (2008), Where'd You Go, Bernadette (2012) y Today Will Be Different (2016). Como guionista, sus créditos incluyen las series de televisión Beverly Hills, 90210, Mad About You, Saturday Night Live, Arrested Development, Suddenly Susan y Ellen.

## Carrera
Las novelas escritas por Semple hasta la fecha son This One is Mine (2008), Where'd You Go, Bernadette (2012) y Today will be Different (2016), todas publicadas por by Little, Brown and Company. This One is Mine relata la historia de una mujer que lo tiene todo, una familia amorosa y el empleo perfecto, pero toma decisiones arriesgadas pues no se siente satisfecha con su vida. Where'd You Go, Bernadette trata sobre una arquitecta agorafóbica, madre y esposa que lucha por adaptarse a la vida en Seattle y desaparece justo antes de un viaje familiar a la Antártida. Esta novela pasó un año en la lista de superventas del New York Times, ganó un Premio Alex y fue nominada a los Premios Baileys. En 2013, las compañías Annapurna Pictures y Color Force adquirieron sus derechos. Cate Blanchett protagonizó su adaptación cinematográfica, dirigida por Richard Linklater y estrenada mundialmente el 16 de agosto de 2019. Today Will Be Different se desarrolla a lo largo de un solo día y cuenta la historia de una mujer que comienza el día decidida a ser ella misma.

## Obras

### Novelas
- 2008 - This One is Mine
- 2012 - Where'd You Go, Bernadette
- 2016 - Today will be Different